# ZSU-23-2
El ZU-23-2, también llamado ZU-23, es un cañón automático antiaéreo doble remolcado. ZU es el acrónimo de Zenitnaya Ustanovka - afuste antiaéreo en ruso.

## Desarrollo

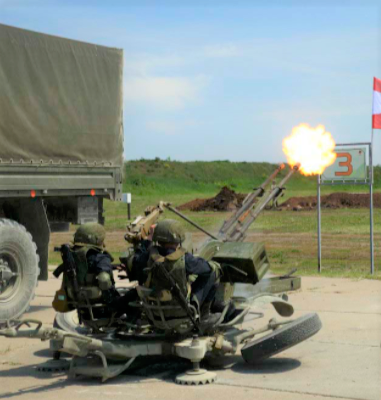
Una salva del cañón antiaéreo ZU-23

El ZU-23-2 fue desarrollado a finales de la década de 1950. Fue diseñado para emplearse contra aviones que volaban a baja cota, con un alcance de 2,5 km, así como contra vehículos blindados situados a una distancia de 2 km y para defender tropas y posiciones estratégicas de ataques aéreos llevados a cabo por helicópteros y aviones de ataque a tierra. El desarrollo de esta arma como cañón antiaéreo autopropulsado tuvo como resultado al ZSU-23-4 Shilka.

## Descripción
Monta dos cañones automáticos 2A14 de 23 mm sobre un pequeño remolque, que puede convertirse en una batería estática. Cuando se encuentra en esta posición, sus ruedas se pliegan lateralmente. El cañón automático puede situarse en posición y disparar en 30 segundos, mientras que en casos de emergencia puede ser disparado sin haber plegado sus ruedas. El arma se monta y dispara manualmente, con la ayuda de la mira óptica calculadora ZAP-23, en la cual se introducen los datos manualmente para proporcionar puntería automática limitada. También tiene una mira telescópica para su empleo contra unidades de infantería, así como vehículos sin blindaje o ligeramente blindados. La munición es alimentada desde dos cajas de municiones. Cada caja de munición se encuentra a los lados del cañón automático doble y cada una lleva una cinta de 50 balas. Los gases producidos al disparar son parcialmente disipados a través de las aberturas laterales de los cañones.
El afuste está basado en el anterior ZPU-2, el cual montaba dos ametralladoras pesadas KPV de 14,5 mm. El ZU-23-2 puede identificarse por la distinta ubicación de las cajas de munición (perpendiculamente al afuste) y sus apagallamas. Otra similitud con la serie ZPU es que también se desarrollaron versiones para uno y cuatro cañones del ZU-23. Sin embargo, estas versiones nunca fueron empleadas.
El ZSU-23-2 puede ser remolcado por numerosos vehículos. En la Unión Soviética y más tarde en Rusia, los vehículos empleados con mayor frecuencia eran los camiones 4x4 GAZ-66 y las camionetas 4x4 GAZ-69.

## Munición
Los cañones automáticos de 23 mm emplean el mismo cartucho 23 x 152 B que el cañón aéreo VYa, aunque con casquillos de acero en lugar de latón. Debido a las diferentes cargas propulsoras y fulminantes, las municiones no son intercambiables; sin embargo, la munición del cañón antiaéreo puede identificarse por sus casquillos de acero, mientras que la del cañón aéreo tiene casquillos de latón. La siguiente tabla muestra las principales características de algunos de los cartuchos 23 x 152 B disponibles que son empleados por los cañones antiaéreos de 23 mm. 
| Denomiación | Tipo   | Peso del proyecti [g] | Carga explosiva [g] | Velocidad [m/s] | Descripción |
| ----------- | ------ | --------------------- | ------------------- | --------------- | --- |
| BZT         | API    | 190                   | ?                   | 970             | Núcleo antiblindaje romo de acero, con carga incendiaria dentro de la punta. Puede penetrar 15 mm de blindaje a 100 m y con un ángulo de impacto de 30 grados (perpendicularmente), su mezcla trazadora arde por 5 segundos. |
| OFZ         | HE     | 184                   | 19                  | 980             | Proyectil de alto poder explosivo y fragmentación, con una espoleta en la punta que incorpora un mecanismos de autodestrucción.                                                                                              |
| OFZT        | HE-T   | 188                   | 13                  | 980             | Proyectil de alto poder explosivo y fragmentación, con carga explosiva reducida debido al espacio ocupado por la mezcla trazadora; esta arde por 5 segundos.                                                                 |
| APDS-T      | APDS-T | 103                   | ninguna             | 1220            | Un proyectil sub-calibre antiblindaje trazador polaco. Puede penetrar 30 mm de blindaje a 100 m y con un ángulo de impacto de 30 grados (perpendicularmente), su mezcla trazadora arde por 2,5 segundos.                     |

## Historial de servicio
El ZU-23-2 entró en servicio del Ejército soviético en 1960. Es frecuentemente montado sobrte camiones, para ser empleado tanto como artillería antiaérea y como artillería de apoyo. También puede montarse sobre el techo del transporte blindado de personal MT-LB. Un ZU-23-2 con un afuste de tres patas es empleado en la versión cañón antiaéreo autopropulsado del transporte blindado de personal aerotransportado BTR-DG. Siendo barato, sencillo de operar y efectivo, el ZU-23-2 todavía es empleado por el Ejército ruso y por más de 20 ejércitos. El apodo de esta arma en el Ejército finlandés es Sergei. También existen versiones de este cañón automático producidas en los ex-satélites soviéticos. Como por ejemplo, el ZUR-23-2GT polaco, que tiene miras mejoradas y está armado con misiles "PZR Grom" junto a los cañones automáticos. Otro ejemplo es 23 ItK 95 finlandés, que es frecuentemente montado en vehículos de la misma manera que en un artillado.[cita requerida]

## Variantes

### Unión Soviética

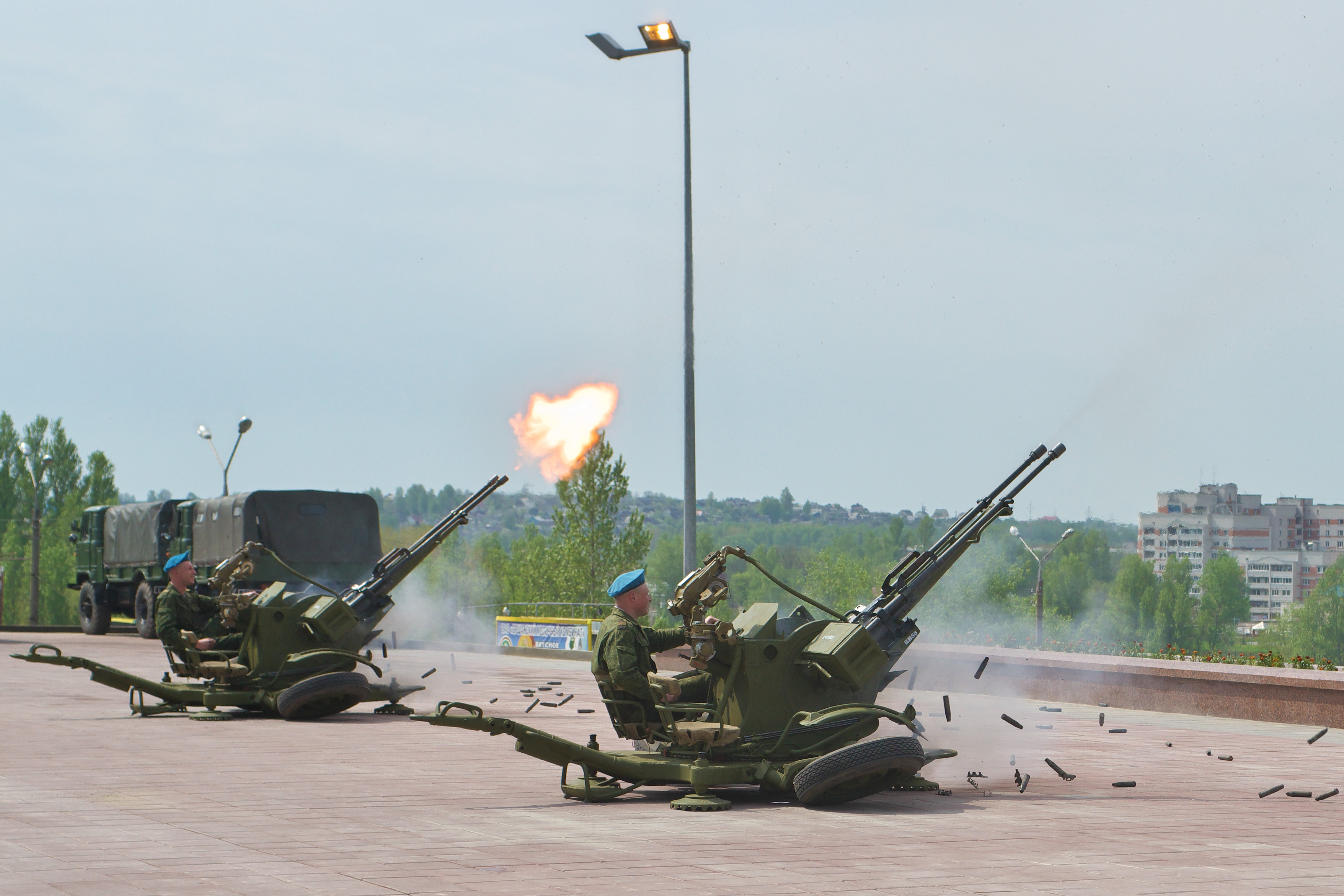
Dos ZU-23-2 disparando en Vitebsk, Bielorrusia.

- ZU-23 - Variante soviética original.
- ZU-23M - Variante soviética mejorada. Tiene un nuevo sistema de puntería (que incluye un telémetro láser, cámara video, mira telescópica y que puede reforzarse con un termógrafo y una mira nocturna) y un mecanismo de rotación electromecánico.

### Polonia

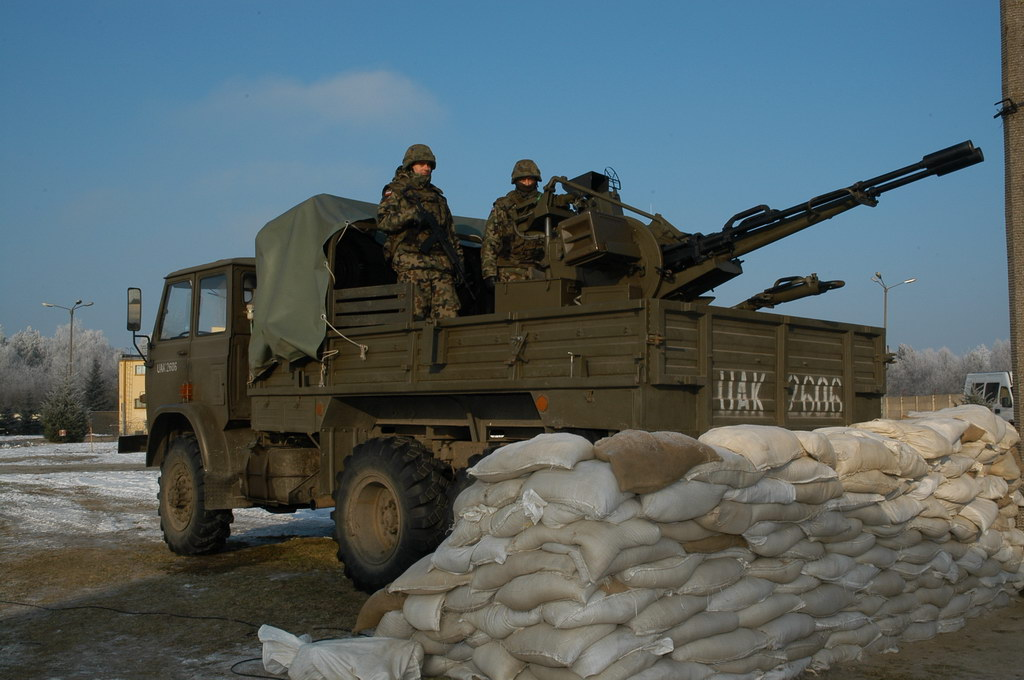
Hibneryt - Un cañón automático ZUR-23-2KG montado sobre un camión Star 266.

- ZU-23-2 - Denominación polaca para la variante básica del cañón automático, con mira electro-óptica y mecanismo de rotación electromecánico. Es fabricado bajo licencia en el Zakłady Mechaniczne "Tarnów" S.A. (Taller Mecánico Tarnów, en polaco) desde 1972.
- ZUR-23-2S Jod - Variante polaca con mecanismo de rotación electromecánico, mira electro-óptica y un lanzador doble para misiles "Strela-2M" (imagen).
- ZUR-23-2KG Jodek-G - Desarrollo del ZUR-23-2S, con una mira más avanzada y un lanzador doble para misiles "Grom" (imágenes).
- ZU-23-2MR - Versión naval polaca del ZUR-23-2S (imagen).
- Hibneryt - Un cañón automático de la serie ZU-23-2, montado sobre la tolva de un camión Star 266 modificado. El camión transporta munición adicional para el cañón automático y tiene un sistema eléctrico modificado para poder accionar el mecanismo de rotación electromecánico del cañón (este también puede funcionar con baterías).

### República Checa y Eslovaquia
- ZU-23-2M2 Vlara - Conjunto de accesorios para mejora y actualización. (imagen).

### Finlandia
- 23 ItK 95 - Actualización finlandesa (imagen).
- SAKO 23 mm/87 -  Una versión naval modernizada, empleada por la Armada finlandesa. Sus variantes son el 23 M74, el 23 M77, el 23 M80 y el 23 M85. Los cañones pueden desmontarse del afuste M85 y ser reemplazados por seis misiles tierra-aire Mistral.[5]

### China
- Tipo 85 - Versión china del ZU-23-2, con dos cañones automáticos de 23 mm.
- Tipo 87 - Versión china actualizada, con dos cañones automáticos de 25 mm.

## Características generales

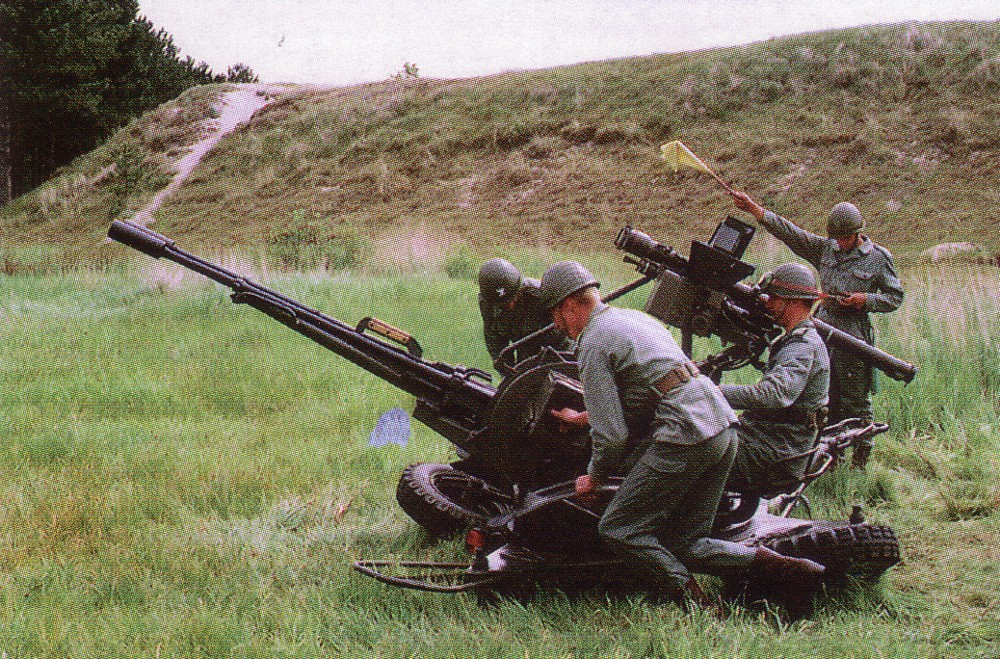
Un cañón polaco ZUR-23-2S Jod en un polígono de tiro.

- Dimensiones generales en posición de disparo
  - Largo: 4,57 m (15 ft)
  - Ancho: 2,88 m (9.44 ft)
  - Alto: 1,22 m (4 ft)
- Peso: 0,95 toneladas (2,094 lbs)
- Armamento: dos cañones automáticos 2A14 Afanasyev-Yakushev de 23 mm (.90 in).
- Largo del cañón: 2 m (6.5 ft)/ 87,3 calibres
- Velocidad: 970 m/s (3,182 ft/s)
- Peso del proyectil: 186 g (6.27 oz)
- Cadencia
  - Cíclica: 2000 disparos/minuto
  - Práctica: 400 disparos/minuto
- Alcance efectivo: 2 - 2,5 km (1.24 - 1.55 mi)
- Altitud efectiva: 1.500 - 2.000 m (4,921 - 6,562 ft)
- Artilleros: 6

## Usuarios

### Actuales
- Afganistán
- Argelia - 60
- Armenia
- Bangladés
- Bielorrusia[6]
- Birmania - 380 Tipo 87
- Bosnia y Herzegovina - 150
- Bulgaria - 128
- Camboya
- China - Tipo 85, Tipo 87
- Cabo Verde - 8
- Cuba
- Chipre
- Ecuador - Tipo 85[7]
- Egipto - 220 como cañones antiaéreos autopropulsados Nilo y Sinaí, así como 350 ZU-23-2 actualizados con radar de puntería
- Estados Unidos - Solamente para pruebas
- Estonia - 198
- Etiopía - 10
- Finlandia - 1100
- Gabón - 24
- Georgia - 200
- Grecia - 523
- Guinea-Bisáu - 16
- India - 800
- Indonesia
- Irán
- Irak - los empleó hasta 2003, se desconoce su situación actual
- Israel[8]
- Hungría
- Laos - 2
- Líbano - Más de 1000, principalmente montados sobre transportes blindados de personal M113 para ofrecer apoyo contra blancos terrestres y defensa antiaérea.
- Libia - 450
- Marruecos - 160
- Moldavia - Una pequeña cantidad, algunos montados sobre transportes blindados de personal BTR-D.
- Mongolia - Cantidad desconocida.
- Mozambique - 150
- Nicaragua - 20
- Nigeria - 20
- Pakistán - 500
- Perú - 230
- Polonia - 408
- República Árabe Saharaui Democrática - 50
- Rusia[9]
- Serbia
- Siria
- Sri Lanka
- Tanzania - 40
- Turquía
- Ucrania
- Uganda - 5
- Venezuela - 300
- Vietnam
- Yemen - 200
- Zimbabue - 5

### Anteriores
- Unión Soviética - Heredados por sus estados sucesores.
- República Democrática Alemana
- Panamá - Fuerzas de Defensa (1983-1989)